# Pyrostremma
Pyrostremma är ett släkte av ryggsträngsdjur. Pyrostremma ingår i familjen Pyrosomatidae.
Kladogram enligt Catalogue of Life:
| Pyrostremma | \| \| Pyrostremma agassizi \| \| \| \| \| \| Pyrostremma spinosum \| \| \| \| |
|             | \| \| Pyrostremma agassizi \| \| \| \| \| \| Pyrostremma spinosum \| \| \| \| |
|             | Pyrosoma                                                                      |
|             |                                                                               |
|             | Pyrosomella                                                                   |
|             |                                                                               |
|             | Pyrostremma agassizi                                                          |
|             |                                                                               |
|             | Pyrostremma spinosum                                                          |
|             |                                                                               |

|  | Pyrostremma agassizi |
|  |                      |
|  | Pyrostremma spinosum |
|  |                      |